# Chalone Creek Archeological Sites
Pour l’article homonyme, voir Chalone.
Les Chalone Creek Archeological Sites forment un district historique américain dans le comté de San Benito, en Californie. Protégés au sein du parc national des Pinnacles, ils sont inscrits au Registre national des lieux historiques depuis le 31 août 1978.